# Aethecerus rugifrons
Aethecerus rugifrons är en stekelart som beskrevs av Holmgren 1890. Aethecerus rugifrons ingår i släktet Aethecerus och familjen brokparasitsteklar. Arten är reproducerande i Sverige. Inga underarter finns listade i Catalogue of Life.